# داني باور
داني باور (25 مارس 1956 - ) هو لاعب كرة يد كندا. شارك في الألعاب الأولمبية الصيفية 1976.

## وصلات خارجية
- داني باور على موقع أوليمبيديا (الإنجليزية)